# Fedor Holz
Fedor Holz (25 juli 1993) is een Duitse professioneel pokerspeler. Hij won in juli 2016 het $111.111 High Roller for One Drop toernooi, voor een hoofdprijs van $4,981,775 en zijn eerste WSOP bracelet.
Holz won tot en met oktober 2024 meer dan $41.755.000,- in pokertoernooien (cashgames niet meegerekend). Daarmee staat hij eerste op de Duitse all time money list.
Sinds mei 2020 is Holz merkambassadeur van de pokersite GGPoker.

## WSOP-titels
| Jaar   | Toernooi                                  | Prijs (US$)  |
| ------ | ----------------------------------------- | ------------ |
| 2016   | $111,111 High Roller for One-Drop Hold'em | $4.981.775,- |
| 2020 O | $25,000 Heads Up No Limit Hold'em         | $1.077.025,- |

 Een "O" na een jaartal geeft aan dat dit een WSOP Online editie betreft.